# Pleasant View (Pennsylvania)
Pleasant View è un census-designated place (CDP) degli Stati Uniti d'America, situato nello stato della Pennsylvania, nella contea di Armstrong.